# Wet Wet Wet
A Wet Wet Wet egy Skóciából származó pop/rock együttes, mely 1982-ben alakult a Glasgow melletti Clydebank városában. Nevüket egy Scritti Politti dal címéből kölcsönözték. Az 1980-as és 1990-es években hét nagylemezt adtak ki, és az egyik legsikeresebb brit előadónak tartották őket. Legnagyobb nemzetközi slágerük az 1994-es Love is All Around volt.
1997-ben feloszlottak, majd 2004-ben újraalakultak, és elkészítették nyolcadik stúdióalbumukat.

## Stúdióalbumok
- Popped In Sealed Out (1987)
- The Memphis Sessions (1988)
- Holding Back the River (1989)
- High on the Happy Side (1992)
- Cloak and Dagger (1992)
- Picture This (1995)
- 10 (1997)
- Timeless (2007)